# Ryūtarō Matsumoto

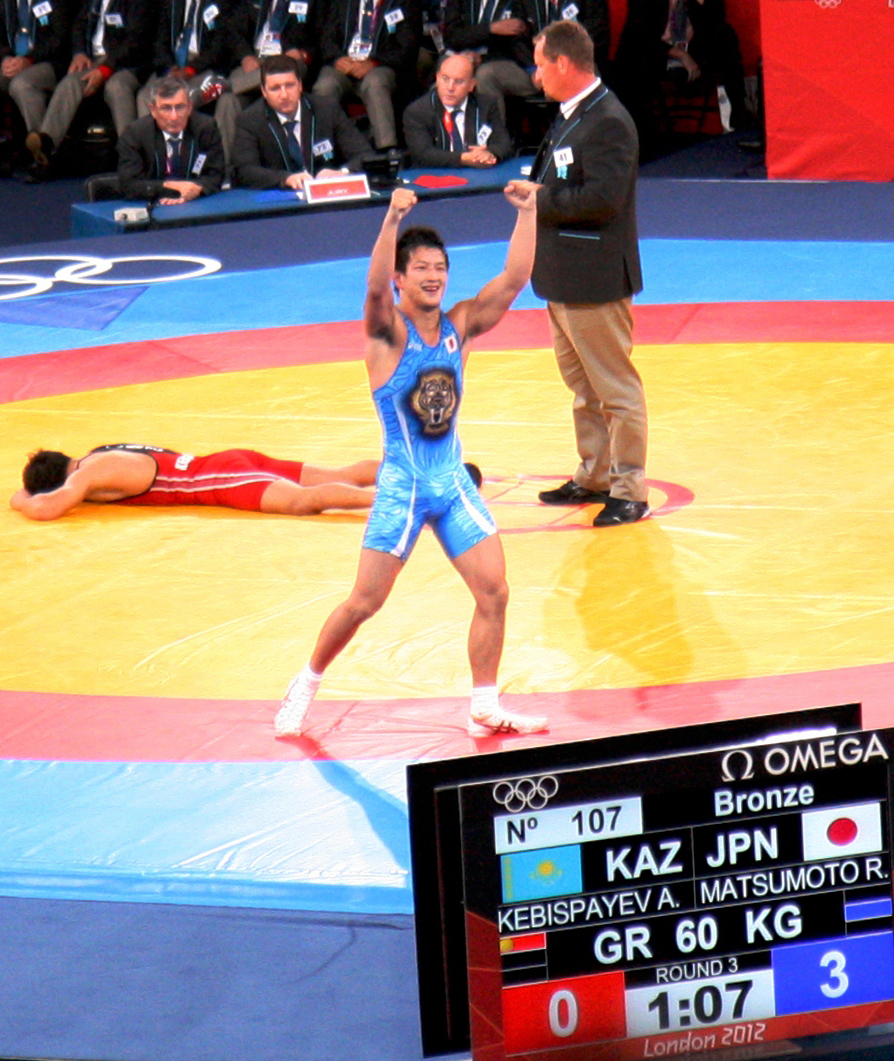
Ryūtarō Matsumoto nach seinem Sieg im Kampf um die olympische Bronzemedaille 2012

Ryūtarō Matsumoto (jap. 松本 隆太郎, Matsumoto Ryūtarō; * 16. Januar 1986 in Gunma) ist ein japanischer Ringer.
Matsumoto stammt aus Chiyoda. Er wird in seinem Verein Gunma Yakult von Takumi Adachi trainiert. Nachdem er bei den Ringer-Weltmeisterschaften 2008 in Herning den achten Rang in der Gewichtsklasse bis 60 kg im griechisch-römischen Stil belegt hatte, gewann er 2010 in Moskau die Silbermedaille in derselben Gewichtsklasse. In London gewann er bei den Olympischen Sommerspielen 2012 die Bronzemedaille.